# Diga Diga Doo
A Diga Diga Doo egy dzsessz-sztenderddé vált amerikai swing-hot-jazz-foxtrott, amelynek szerzői Jimmy McHugh és Dorothy Fields. A dalt Duke Ellington és big bandje tette mindmáig népszerűvé. A szám 1928-ban született. Az Ellington féle felvétel Irving Mills énekessel 1928. július 10-én (OKeh 8602) felkerült az amerikai slágerlistákra. Két héttel később Mills ismét felvette a számot, ezúttal a Hotsy Totsy Ganggel és Elisabeth Welch énekesnővel. Duke Ellington a Cotton Club Orchestra közreműködésével is felvette a dalt (1928). Berlinben Efim Schachmeister és Teddy Kline, Nagy-Britanniában Jack Hylton, Dél-afrikában, Harry Jacobson csinált sikeres lemezt.
Egy diszkográfus összesen 208 feldolgozást tudott felsorolni 2016-ban.
A Diga Diga Doo-t a Stormy Weather című musicalben is felhasználták (1943), amelyben a dalt Lena Horne énekelte.

## Híres felvételek
- Adelaide Hall
- Duke Ellington and His Orchestra
- Irving Mills
- Artie Shaw
- Big Bad Voodoo Daddy
- The Hotsy Totsy Gang
- Jack Hylton and His Orchestra
- Helen Trix

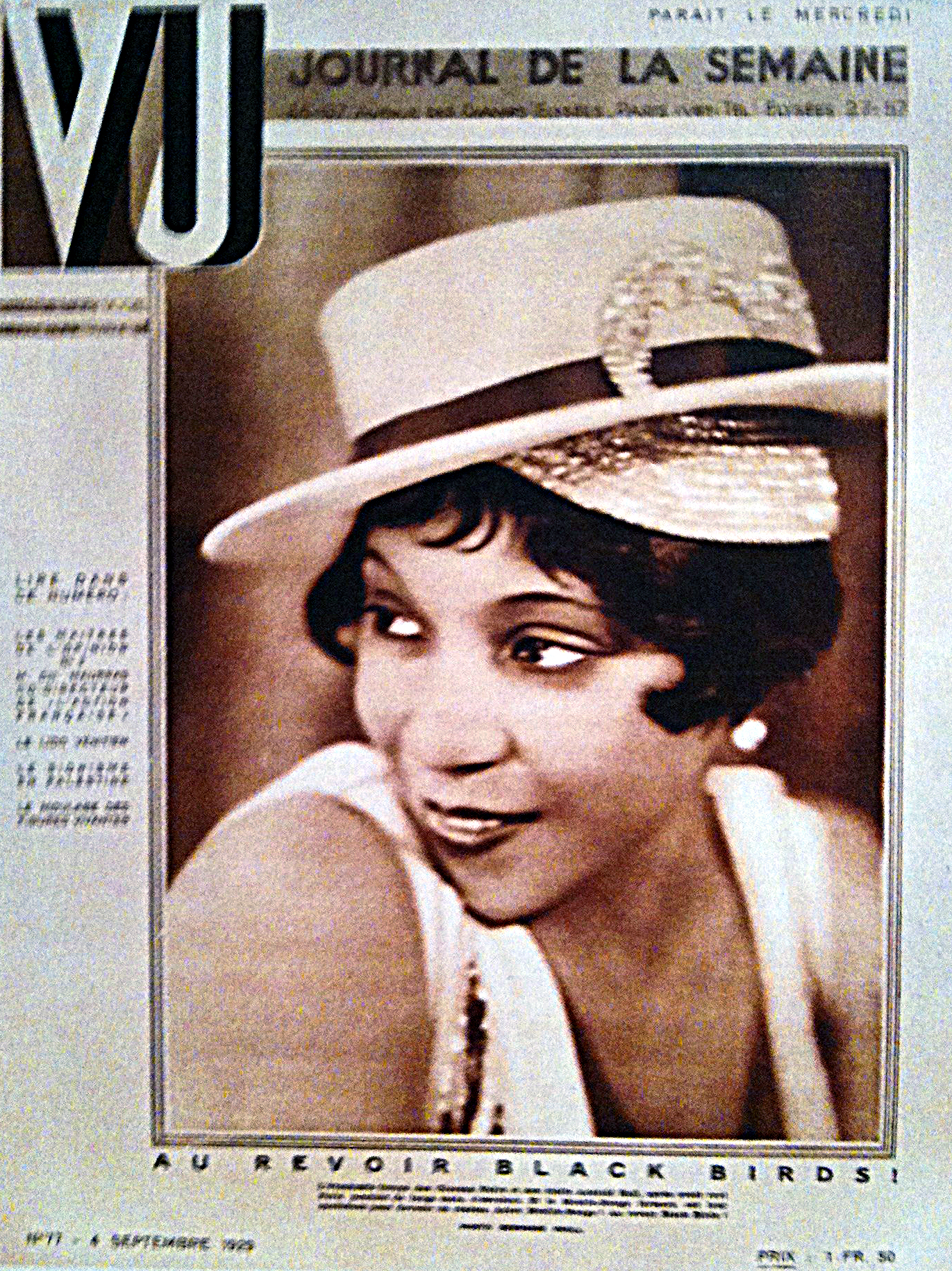
Adelaide Hall

- Philip Lewis and His Dance Orchestra
- Bob Crosby
- Thelma Carpenter
- Blackbirds of Paradise
- Sally Mayes
- Royal Society Jazz Orchestra
- Leo Luoto
- The Drapers
- Cate Cody
- Cootie Williams and His Rug Cutters
- Oscar Peterson
- Kenny Baker
- Benny Goodman & André Previn, Russ Freeman
- Emil Kowalski
- The Mills Brothers
- Benny Carter And His Orchestra
- Jimmy Mc Hugh and Dorothy Fields
- The Hot Sardines
- Woody Herman
- Ella Fitzgerald
- Chris Barber
- Cab Calloway
- Woody Herman
- Smoky Joe Combo
- Sidney Bechet
- Nat King Cole
- Ethel Smith